# Martin Sobey
Martin Sobey (1996) es un deportista canadiense que compite en triatlón. Ganó dos medallas en el Campeonato Panamericano de Triatlón de 2023, plata en individual y bronce en relevo mixto.

## Palmarés internacional
| Campeonato Panamericano | Campeonato Panamericano | Campeonato Panamericano | Campeonato Panamericano |
| Año                     | Lugar                   | Medalla                 | Prueba                  |
| ----------------------- | ----------------------- | ----------------------- | ----------------------- |
| 2023                    | Veracruz (México)       | Medalla de plata        | Individual              |
| 2023                    | Huatulco (México)       | Medalla de bronce       | Relevo mixto            |